# 渡辺茂 (システム工学者)
渡辺 茂（わたなべ しげる、1918年〈大正7年〉8月12日 - 1992年〈平成4年〉3月10日）は、日本のシステム工学者。

## 経歴
兵庫県姫路市出身。1941年（昭和16年）、東京帝国大学工学部機械工学科を卒業する。海軍に入り、技術大尉で終戦を迎える。東京大学工学部に復帰し、1947年（昭和22年）に助教授となる。1950年（昭和25年）、「歯車に関する研究」で東京大学工学博士。1953年（昭和28年）、東京大学工学部教授となる。1979年（昭和54年）、定年退官し名誉教授となり、同年、東京都立工科短期大学学長となる。
コンピューターの工学と社会への適用で新分野をひらいた。1983年（昭和58年）、世界コミュニケーション年で功労者として内閣総理大臣個人表彰を受ける。1986年（昭和61年）、AI協会会長に就任する。他に、日本システム工学会会長、日本マイコンクラブ初代会長、国語審議会委員などを歴任した。没後、従三位勲二等瑞宝章受勲。一般向けの著作・翻訳も多く、すがやみつる『こんにちはマイコン』（小学館）の監修や、マイコン雑誌『ポプコム』（小学館）の総監修（1983年5月（創刊号）から1986年12月号まで）なども手掛けた。

## 著書
- 『歯車歯形論』コロナ社 1949
- 『物理学汎論 工業力学』広文館 1950
- 『標準機械工学講座 機械力学』コロナ社 1957
- 『機構学講義』共立出版 共立全書 1961
- 『認識と情報』日本放送出版協会 NHK情報科学講座 1968
- 『初歩・電子計算機 おもしろくて、よくわかる本』光文社カッパ・ブックス 1969
- 『集合のわかる本』ごま書房 セサミブックス 1971
- 『自転車の科学』ごま書房 ゴマブックス 1974
- 『生活のなかの数学』日科技連出版社 1974 生活のなかの数学シリーズ
- 『設計論』岩波書店 1975
- 『漢字と図形』日本放送出版協会 NHKブックス 1976
- 『計算力がグングンつく本』ごま書房 ゴマブックス 1976
- 『あすの技術へのヒント サバイバルの知恵』講談社ブルーバックス 1977
- 『数学感覚 自分の頭から抜けだす方法』青春出版社プレイブックス 1977
- 『発想読書術』ごま書房 ゴマブックス 1978
- 『万葉人の技術』日本書籍 1978
- 『これからの発想法』朝日新聞社 1979
- 『考える頭・貯める頭』ごま書房 ゴマブックス 1980
- 『タイミング計算学 "最大の効果"をどうつかむか』青春出版社プレイブックス 1980
- 『テクノロジーフィクション 新技術を育てる発想』日刊工業新聞社 ウイークエンドブックス 1980
  - 『テクノ・フィクション 地球を救う技術革命を』中公文庫 1986
- 『東京・21世紀 東京工学の発想』講談社 1980
- 『数学派人間入門 脳細胞を鍛えるクイズ93』太陽企画出版 1981
- 『デジタル思考とアナログ思考 これが新しい頭の技術だ』光文社カッパ・ブックス 1981
- 『日本が攻められたらあなたを誰が守るか 市民を救う防衛予算ゼロの日本』第一企画出版 1982
- 『近未来技術を読む 21世紀を開くTF発想』東洋経済新報社 1983
- 『数学思考おもしろ読本 驚くべき"読みの法則"を初公開』第一企画出版 1984
- 『頭の使い方を変えなさい 暗算思考からシステム思考へ OA時代』第一企画出版 1985
- 『1分間創造開発 「ひらめく頭」のつくり方』ダイヤモンド社 1987
- 『これから10年東京はこう変わる 驚くべきインテリジェント都市の誕生』第一企画出版 1988
- 『先端技術おもしろ読本21世紀の日本 あなたの生活も仕事もこんなに変わる』第一企画出版 1989
- 『右脳が強くなる数学おもしろ読本 あなたの発想が驚くほど豊かになる』第一企画出版 1989
- 『超技術と日本経済』経済調査会 1991

### 共編著
- 『鉄道貨物輸送の解説』飛田賢三共著 鉄道時報局 1942
- 『機械工業のための繊維・高分子材料』荒井渓吉,白樫侃共編 共立出版 1957
- 『大学演習機械力学』谷口修,奥村敦史共編 裳華房 1961
- 『自動制御基礎講座 制御技術のための機械工学』川畑正大共著 オーム社 1965
- 『プログラム学習による企業教育』室田倬,中沢次郎共著 日刊工業新聞社 1965
- 『コンピュータ時代の数学 技術戦略をリードするもの』編著 ダイヤモンド社 1968
- 『繊維高分子機械』編 共立出版 1968
- 『システム工学とは何か』須賀雅夫共著 日本放送出版協会 NHKブックス 1970
- 『教育工学講座 6　教育における情報工学』編　大日本図書 1971
- 『学際思考のすすめ その可能性と限界』共著 日本経済新聞社 1973
- 『システムとはなにか』編著 共立出版 1974 システムの世界
- 『機械工学・情報工学のためのプログラム例題集』編 共立出版 1977
- 『無人工学入門』編集 共立出版 1980
- 『科学技術がわかる事典 読みこなし・使いこなし・自由自在』編 日本実業出版社 1982
- 『これがロボットだ!』米本完二共著 ごま書房 ゴマビジュアル 1982
- 『マイコンがわかった!』秋山穣共著 ごま書房 ゴマビジュアル 1982
- 『これがOAだ! 部署別実演ショー』秋山穣共著 ごま書房 ゴマビジュアル 1983
- 『ワープロとつきあう法』秋山穣共著 ごま書房 ゴマビジュアル　1983
- 『Mega 科学大事典』共編 講談社 1985
- 『10年後人工知能が社会を変える 急テンポで実用化へ進む驚くべき新技術』矢田光治共著 第一企画出版 1985
- 『マイクロコンピュータハンドブック』正田栄介、矢田光司共編 オーム社 1985
- 『超電導戦争おもしろ読本 今の知識ではもう遅れている』平山宏之共著 第一企画出版 1987
- 『紙上実演パソコンがわかった! ここまでできれば一安心』八戸信昭共著 ごま書房 ゴマセレクト 1988

### 翻訳
- S.チモシェンコ『工業振動学』谷下市松共訳　商工会館出版部 1956
- ラザフォード・アリス『化学反応器の最適設計』コロナ社 1963
- Richard Bellman編『最適計画の理論と応用』コロナ社 1965
- S.ティモシェンコ, D.H.ヤング『応用力学 静力学編・動力学編』三浦宏文共訳　好学社 1966‐67
- M.デーヴィス『計算の理論』赤摂也共訳　岩波書店 現代科学選書 1966
- R.Bellman『適応制御プロセス』共立出版 1966
- レオン・バグリット『未来工学のビジョン オートメーション時代』監訳　講談社ブルーバックス 1968
- サラ・チューリング『アラン・チューリング伝 電算機の予言者』丹羽富士男共訳　講談社 1969
- H.ケイ,B.ドッド,M.サイム『教育工学入門 プログラム教育とティーチング・マシン』監訳　講談社ブルーバックス 1969
- アルフレッド J.コート,ジュニア『ロボット工学 バイオニクスからパターン認識へ』白井良明共訳　講談社 1969
- NASAアポロ計画部編『情報管理システム FAME』東洋経済新報社 1970
- R.ベルマン,K.L.クック,J.A.ロケット『計算機のためのグラフとアルゴリズム』監訳　共立出版 1972
- フィリップ・B・ジョーデイン『マグローヒルコンピュータ百科事典』監訳　講談社 1972
- M.R.シャープ『宇宙空間に生きる 宇宙医学の夜明け』監訳　河出書房新社 1973 現代のテクノロジー
- D.ロングモア『人間修理の医学 電子義手から臓器移植まで』監訳　河出書房新社 1973 現代のテクノロジー
- B.ガンストン『水中翼船・ホバークラフト』監訳　河出書房新社 1974 現代のテクノロジー
- グレック『設計の選択』みすず書房 1974
- D.ロングモア『医療と機械 人工心肺からコンピューターまで』監訳　河出書房新社 1975 現代テクノロジー
- V.L.パーセジアン『サイバネティックス 情報と制御の科学』三浦宏文共訳　河出書房新社 1975 現代の科学
- グレック『設計の科学 付:機械製図の作図と解釈』みすず書房 1975
- エドワード・デ・ボノ編『発明とアイデアの歴史』監訳　講談社 1977
- C.H.ストーナー編『手作りエネルギー ドゥー・イット・ユアセルフ』監訳　講談社ブルーバックス 1979
- エドワード・デ・ボノ編『発明発見小事典 いつ,だれが,どこで…』監訳　講談社ブルーバックス 1979
- ドロシー・コリガン『頭脳を鍛える』三笠書房 1982
  - 『頭をよくするトレーニング法』三笠書房 知的生きかた文庫 1990
  - 『頭をよくする簡単トレーニング法』三笠書房 2002
- ウィン・ウェンガー『頭脳がよくなる!』三笠書房 1982
  - 『頭脳がよくなる!』三笠書房 知的生きかた文庫 1984
  - 改訂『頭には、この刺激がズバリ効く!』三笠書房 1999
  - 『「頭」は3週間で良くなる！』知的生きかた文庫 2003
- スチュワート・リトバック『「アイデア脳」の秘密 独創力に強くなる』三笠書房 1984
- ピーター・ローリ『絵ときコンピュータ』監訳　東京書籍 1984
- ルイス&グリーン『創造型人間の頭脳戦略』三笠書房 1984
- ジョン・ガスパリ『1分間品質管理 「質」がお客を連れてくる』ダイヤモンド社 1986
- マリリー・ズデネック『頭脳100%活用術』三笠書房知的生きかた文庫 1988

## 監修
- 『生活のなかの数学』シリーズ（全10巻）、日科技連出版社、1974
- 『ファンタスティックブック　機械』、平凡社、1974
- 『ポケコンマスタードリル』白柳伊佐雄著、天道襄治編、テクノ、1982
- 『こんにちはマイコン』すがやみつる著、小学館、1982
- 『こんにちはマイコン2』すがやみつる著、小学館、1983
- 『ハイテク早わかり事典』主婦と生活社、1985
- 『小事典・機械のしくみ』講談社ブルーバックス、1991

## 論文
英文
1. Watanabe,S. Tow Opening Machine. J.Text.Mach.Soc.Japan.,1:55-57,1955.
2. Watanabe,S. An Approach to Visco-Elastic Behaviors with a Mathematical Method. J.Text.Mach.Soc.Japan.,5:10-13,1959.
3. Watanabe,S. 5-symbol 8-state and 5-symbol 6-state universal Turing machines. J. ACM.,8:476-483,1961.

総説など
1. 渡辺茂 繊維機械のための機構学 (1) 繊維機械學會誌、第7巻1号、59-64頁、1954年
2. 渡辺茂 緻維機械のための機構学 (9) 繊維機械學會誌、第7巻10号、714-718頁、1954年
3. 渡辺茂 緻維機械のための機構学 (10) 繊維機械學會誌、第7巻11号、785-790頁、1954年
4. 渡辺茂 動く工場となった綿畠 高分子、第7巻11号、575-576頁、1958年
5. 渡辺茂、石井威望 システム工学と病院管理 医用電子と生体工学、第2巻1号、2-10頁、1964年
6. 渡辺茂 科学技術標準シソーラスの作成 情報管理、第12巻9号、487-492頁、1969年
7. 渡辺茂 最近の教育機器 医学教育、第2巻5号、280-282頁、1971年
8. 井筒正夫、渡辺茂 工学的に見た人工弁の構成、人工臓器、第2巻2号、61-65頁、1973年
9. 渡辺茂、三浦宏文 コンピュータ利用技術のすう勢(<特集>創立80周年記念) 日本機械学会誌、第80巻707号、1069-1075頁、1977年